# Малките понита:Момичета от Екуестрия-Дъгата е върхът
Малките понита:Момичета от Екуестрия-Дъгата е върхът е американски анимационен филм от 2014 година на Hasbro studios. Базиран е по анимационния сериал Малкото пони: Приятелството е магия и е продължение на предишния филм.

## Сюжет
В Кантърлот Хай наближава музикално шоу. Сънсет Шимър смята, че новите ученички-Адажио Дазъл, Огнената Ариа и тъмната Соната искат нещо повече от победа. Сега след като шоуто се превърна в битка на бандите, Сънсет Шимър, Сумрачна искрица и приятелите им, ще трябва да направят всичко по силите си, за да възстановят мира.

## Героите
Сънсет Шимър-бивша ученичка на принцеса Селестия, която се сприятели с Рарити, Пинки, Дъгичка, Срамежливка и Ябълчица и се учи на приятелство. За жалост, никой в училището, освен приятелите ѝ, не иска да я приеме.
Ададжио Дазъл-главният злодей на филма. Тя е лидер и най-умен член на групата Ослепителните. Тя заедно с Ария Блейз и Соната Дъск, са сирени от Екуестрия, които създават конфликти чрез песните си и се хранят с негативната енергия.
Огнената Ариа-член на Ослепителните. Тя е винаги намусена.
Тъмната Соната -член на Ослепителните. Тя е доста глуповата и постоянно е усмихната.